# Paryphoconus subflavus
Paryphoconus subflavus är en tvåvingeart som beskrevs av John William Scott Macfie 1940. Paryphoconus subflavus ingår i släktet Paryphoconus och familjen svidknott. Inga underarter finns listade i Catalogue of Life.